# Graduate Women International
Graduate Women International (GWI), ursprungligen International Federation of University Women (IFUW), är en internationell organisation för kvinnliga akademiker, grundad i London i Storbritannien 1919.
IFUW grundades efter första världskriget av kvinnliga akademiker från USA och Storbritannien för att verka för samarbete och goda kontakter mellan utbildade kvinnor från olika nationer. Det verkar för kvinnors rättigheter, jämlikhet och självständighet genom utbildning och yrkesverksamhet. Dess officiella mål är att alla kvinnor världen över ska få tillgång till högre utbildning. Det har sin bas i Genève i Schweiz och har nationella avdelningar i enskilda nationer. 
Det var den nionde organisationen att anslutas till konsultativ status i United Nations Economic and Social Council och samarbetar med UNESCO och ILO. 
Den verkar genom Commission on the Status of Women (CSW) and the Convention on the Elimination of all forms of Discrimination Against Women (CEDAW). 